# Choral Public Domain Library
Choral Public Domain Library (CPDL) – archiwum nut, które koncentruje się na muzyce chóralnej i wokalnej, dostępnej w domenie publicznej lub w inny sposób udostępnionej za darmo w celu drukowania i wykonywania (np. poprzez zezwolenie właściciela praw autorskich).